# درب باباطاهر
درب باباطاهر (به لری: دَر باوطاهر) نام یکی از محله‌های قدیمی در مرکز شهر خرم‌آباد است. این محله در ضلع غربی قلعه فلک الافلاک واقع شده و دلیل نامگذاری آن وجود مقبره منسوب به باباطاهر در این محله است.